# (4428) Khotinok
(4428) Khotinok – planetoida z pasa głównego asteroid okrążająca Słońce w ciągu 3 lat i 235 dni w średniej odległości 2,37 j.a. Została odkryta 18 września 1977 roku w Krymskim Obserwatorium Astrofizycznym w Naucznym na Krymie przez Nikołaja Czernycha. Nazwa planetoidy pochodzi od Romana Lwowicza Chotinoka, rosyjskiego badacza meteorytów. Przed nadaniem nazwy planetoida nosiła oznaczenie tymczasowe (4428) 1977 SN.